# Williams (Indiana)
Williams es un lugar designado por el censo ubicado en el condado de Lawrence en el estado estadounidense de Indiana. En el Censo de 2010 tenía una población de 286 habitantes y una densidad poblacional de 30,85 personas por km².

## Geografía
Williams se encuentra ubicado en las coordenadas 38°49′6″N 86°38′14″O / 38.81833, -86.63722. Según la Oficina del Censo de los Estados Unidos, Williams tiene una superficie total de 9.27 km², de la cual 9.26 km² corresponden a tierra firme y (0.08%) 0.01 km² es agua.

## Demografía
Según el censo de 2010, había 286 personas residiendo en Williams. La densidad de población era de 30,85 hab./km². De los 286 habitantes, Williams estaba compuesto por el 96.85% blancos, el 0% eran afroamericanos, el 0.35% eran amerindios, el 0.7% eran asiáticos, el 0% eran isleños del Pacífico, el 0% eran de otras razas y el 2.1% pertenecían a dos o más razas. Del total de la población el 0.35% eran hispanos o latinos de cualquier raza.